# Colotois carbonii
Colotois carbonii là một loài bướm đêm trong họ Geometridae.